# 大野直竹
大野 直竹（おおの なおたけ、1948年10月28日 - ）は、日本の実業家。大和ハウス工業特別顧問・元代表取締役社長。

## 略歴
愛知県出身。
- 1967年 - 東海高等学校卒業[1]
- 1971年 - 慶應義塾大学法学部法律学科卒業後、大和ハウス工業入社[1]
- 1981年 - 同静岡支店静岡建築営業所長
- 1988年 - 同新潟支店長
- 1993年 - 同東京本店特建事業部長
- 1997年 - 同横浜支店長
- 2000年 - 同執行役員関東地区副地区長、取締役
- 2001年 - 同住宅事業本部副本部長、大阪本店長、近畿地区長
- 2002年 - 同常務取締役
- 2004年 - 同専務取締役、営業本部副本部長、東京支社長
- 2007年 - 同代表取締役副社長
- 2011年 - 同代表取締役社長
- 2017年 - 同代表取締役社長を退任し、同特別顧問に就任